# Подлесный Веселец
Подлесный Веселец (укр. Підлісний Веселець) — село в Городокском районе Хмельницкой области Украины.
Население по переписи 2001 года составляло 75 человек. Почтовый индекс — 32015. Телефонный код — 3251. Занимает площадь 0,288 км². Код КОАТУУ — 6821288605.

## Местный совет
32012, Хмельницкая обл., Городокский р-н, с. Хоптинцы